# Alejo Estrategópulo
Alejo Comneno Estrategópulo (en griego: Ἀλέξιος Κομνηνός Στρατηγόπουλος) fue un general bizantino durante el reinado de Miguel VIII Paleólogo, que ascendió al puesto de gran doméstico y César. De ascendencia noble, aparece en las fuentes ya a una avanzada edad a principios de los años 1250, dirigiendo los ejércitos del Imperio de Nicea contra el Despotado de Epiro. Después de perder el favor imperial y ser encarcelado por Teodoro II Láscaris, Estrategopoulos se puso del lado de los aristócratas alrededor de Miguel Paleólogo, y lo apoyó en su ascenso al trono después de la muerte de Teodoro II en 1258.
Participó en la campaña de Pelagonia en 1259, pasando a capturar Epiro, pero sus éxitos fueron deshechos al año siguiente y fue capturado por los epirotas. Liberado algunos meses después, lideró la inesperada reconquista de Constantinopla, que derribó al Imperio latino en julio de 1261 y restauró el Imperio bizantino. Estrategopoulos fue capturado nuevamente por los epirotas al año siguiente y pasó varios años en cautiverio en Italia, antes de ser liberado. Luego de esto se retiró de los asuntos públicos y murió a principios de los años 1270.

## Origen y familia
No se conoce nada de los primeros años de vida de Alejo Estrategópulo ni de su ascendencia exacta, salvo que pertenecía a la nobleza: se mencionan otros Estrategopoulos en los siglos XI y XII, y un Juan Estrategópulo se convirtió gran logoteta (ministro en jefe) del Imperio de Nicea alrededor de 1216, aunque su relación con Alejo es desconocida. Estrategópulo aparentemente estaba relacionado con el ilustre linaje Comneno, ya que se ha encontrado un sello fechado alrededor de 1255 con la inscripción «Alejo Estrategópulo de la familia Comneno».
La fecha de su nacimiento es igualmente desconocida, pero como se refiere a él como un «hombre viejo» en 1258, debe haber sido a principios del siglo XIII. De su propia familia, se sabe que tuvo un hijo, Constantino, que según Jorge Paquimeres estaba casado con una hija del sebastocrátor Isaac Ducas Vatatzés, hermano del emperador niceno Juan III Ducas Vatatzés.

## Comienzos de su carrera

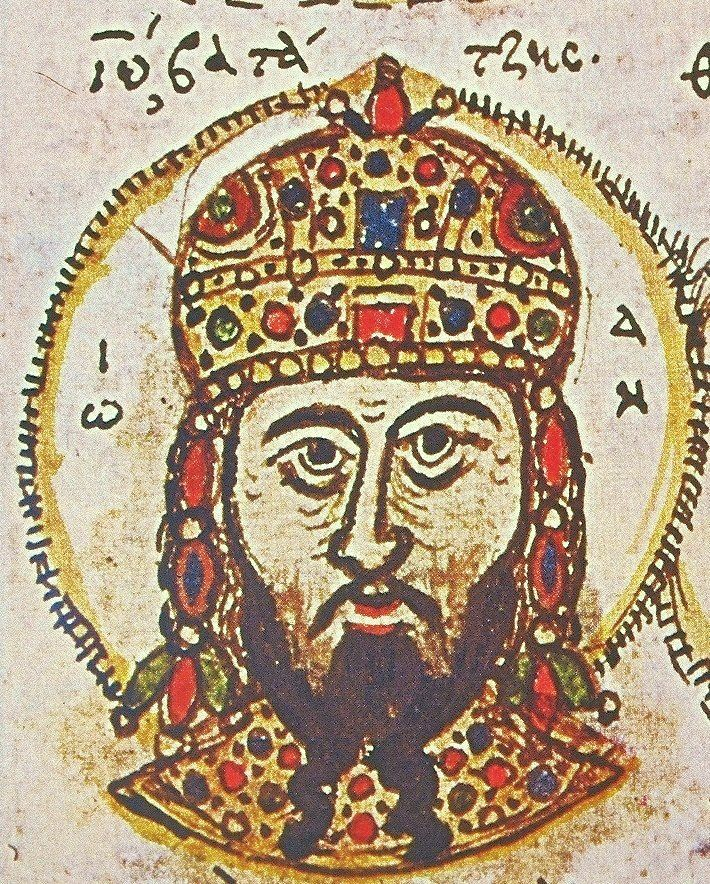
El emperador Juan III Ducas Vatatzés, bajo el cual Estrategopoulos comenzó su carrera militar, y cuya sobrina se casó con su propio hijo, Constantino.

Alejo Estrategópulo aparece por primera vez en las crónicas en 1252-1253, durante el reinado de Juan III Ducas Vatatzés, cuando lideró un destacamento del ejército enviado a saquear las zonas del Despotado de Epiro alrededor del lago Ostrovo. En 1254, fue enviado a Serres, y al año siguiente, participó, junto con el gran primicerio Constantino Tornicio, en una campaña contra la fortaleza de Tsepina en los montes occidentales del Ródope. La campaña fracaso con fuertes pérdidas, debido, según el historiador Jorge Acropolita, al mal comando de Estrategópulo y Tornicio. Fracasaron en reconocer adecuadamente las fuerzas búlgaras que se les oponían, y en vez de eso, su ejército se dispersó y huyó dejando atrás caballos y equipos «para los pastores y criadores de cerdos búlgaros». Este fracaso enfureció al emperador Teodoro II Láscaris, que removió a los dos de sus cargos. Además, probablemente debido a su estrecha relación con la facción aristocrática alrededor de Miguel Paleólogo, su hijo Constantino fue cegado por lesa majestad, y el propio Alejo fue encarcelado poco tiempo después. Estrategópulo fue probablemente liberado de prisión inmediatamente después de la muerte de Teodoro II Láscaris en agosto de 1258. Junto con los otros jefes de las familias aristocráticas, fue un prominente partidario del exitoso golpe de Estado de Miguel Paleólogo contra Jorge Muzalon con el objetivo de asumir la regencia del menor Juan IV Láscaris. Ese mismo año acompañó al ejército que fue enviado, bajo el hermano de Miguel, el gran doméstico Juan Paleólogo, para hacer frente a los proyectos epirotas sobre Macedonia. Cuando Miguel Paleólogo fue proclamado emperador a principios de 1259, su hermano Juan fue ascendido a sebastocrátor y Estrategópulo lo sucedió como gran doméstico. En 1259 participó en la campaña que condujo a la decisiva victoria sobre la alianza aqueo-epirota-siciliana en la batalla de Pelagonia, donde, junto con Nicéforo Rimpsas, tomó cautivo al destacamento de 400 caballeros alemanes enviados por Manfredo de Sicilia para ayudar a los epirotas.
Después de la victoria nicena, Juan Paleólogo invadió Tesalia, mientras que Alejo Estrategópulo y Juan Raúl Petralifas fueron encargados de reducir la propia Epiro. Estrategópulo y Petralifas cruzaron el Pindo, rodearon Ioánnina, que pusieron bajo asedio, y capturaron la capital epirota, Arta, forzando al déspota Miguel II a huir a la isla de Cefalonia. En Arta encontraron y liberaron a muchos prisioneros nicenos, entre ellos al historiador Jorge Acropolita. Por este éxito, fue elevado al rango de César. Al año siguiente, sin embargo, los éxitos nicenos fueron deshechos en gran medida: el déspota Miguel con sus hijos y un ejército mercenario italiano desembarcó en Arta, y la población epirota se unió a su causa. El ejército epirota se enfrentó a las fuerzas de Alejo en el paso de Trikorfon, cerca de Naupacto; el ejército niceno fue derrotado, y Alejo fue capturado.

## Reconquista de Constantinopla

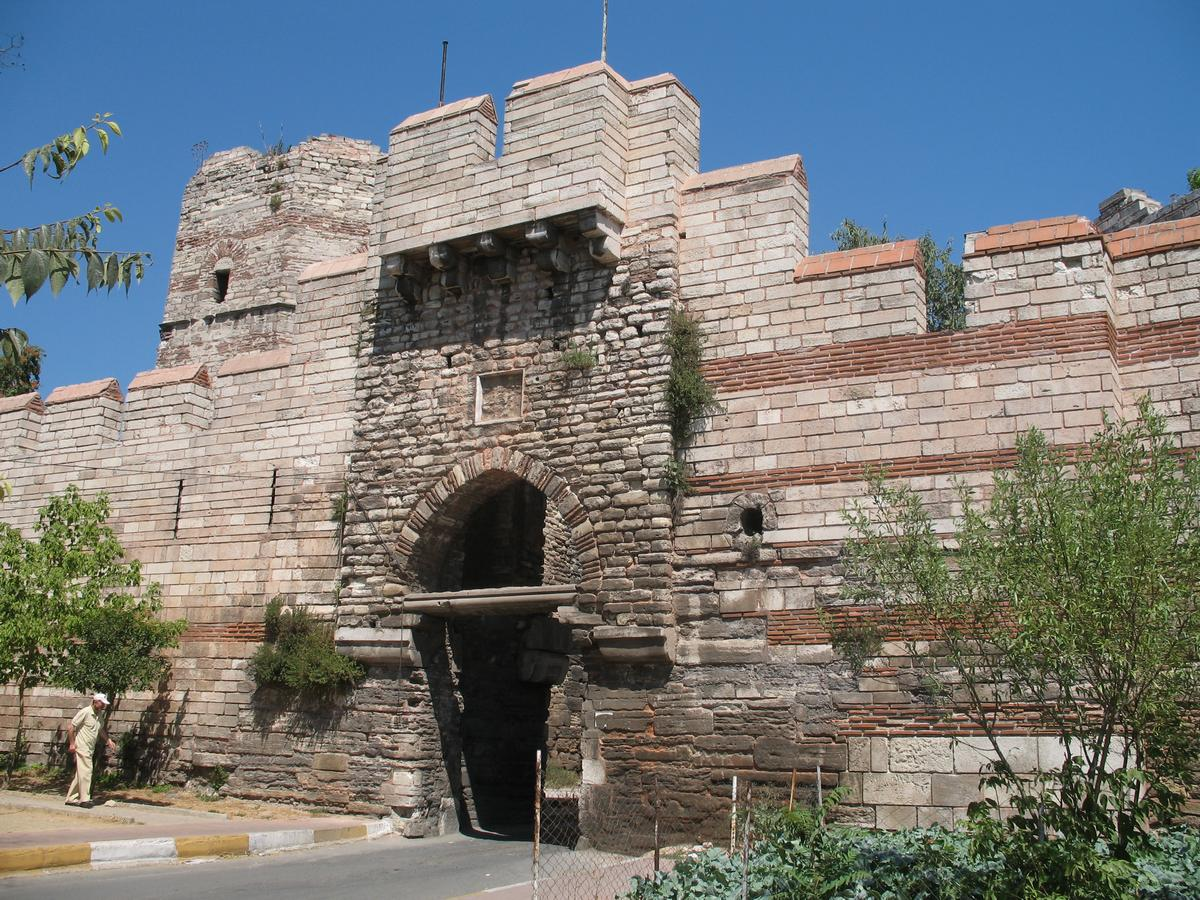
La Puerta de la Fuente (Pege) o Puerta de Selimbria, a través del cual Estrategopoulos y sus hombres entraron en Constantinopla el 25 de julio de 1261.

A pesar de estos reveses, a principios de 1261, el emperador Miguel VIII puso sus atenciones en capturar el gran premio: Constantinopla, la capital del Imperio bizantino, que había sido la sede del Imperio latino desde su captura por parte de la cuarta cruzada en 1204. Para este fin, Miguel concluyó una alianza con Génova en marzo, y en julio de 1261, como la tregua de un año llegó concluida después del fracasado ataque niceno estaba llegando a su fin, Estrategopoulos, recientemente liberado de la custodia epirota, fue enviado con una pequeña fuerza de 800 soldados (muchos de ellos cumanos) para mantener una vigilancia sobre los búlgaros y espiar las defensas de los latinos.
Cuando la fuerza nicena llegó a la aldea de Selimbria, a unas 30 millas (48 km) al oeste de Constantinopla, sin embargo, descubrieron por algunos agricultores locales independientes (telematários; thelematarioi en griego) que toda la guarnición latina, y la flota veneciana, estaban ausentes realizando una incursión contra la isla nicena de Dafnusia. Estrategópulo estaba inicialmente reticente a tomar ventaja de la situación, ya que su pequeña fuerza podía ser destruida si el ejército latino regresase demasiado pronto, y porque excedería las órdenes del emperador, pero finalmente decidió no perder la oportunidad de recuperar la ciudad.
En la noche del 24/25 de julio de 1261, Estrategopoulos y sus hombres se aproximaron a las murallas de la ciudad y se escondieron en un monasterio cerca de la Puerta de la primavera (Pege). Estrategópulo envió un destacamento, que, dirigido por algunos de los telematários, consiguió entrar en la ciudad a través de un pasadizo secreto. Atacaron las murallas por dentro, sorprendiendo a los guardias y abriendo las puertas, lo que permitió la entrada de la fuerza nicena en la ciudad. Los latinos fueron tomados completamente por sorpresa, y después de una breve lucha, los nicenos ganaron el control de los muros. Cuando las noticias se divulgaron en toda la ciudad, los habitantes latinos, desde el emperador Balduino II hasta las clases más bajas, corrieron a toda prisa a los puertos del Cuerno de Oro, con la esperanza de escapar por barco. Al mismo tiempo, los hombres de Estrategopoulos incendiaron los edificios y almacenes venecianos a lo largo de la costa para evitar que desembarcaran ahí. Gracias a la oportuna llegada de la flota veneciana, muchos de los latinos lograron huir a las partes controladas por los latinos en Grecia, pero la ciudad se había perdido para siempre. La reconquista de Constantinopla marcó la restauración del Imperio bizantino, y el 15 de agosto, el día de la Dormición de Theotokos, el emperador Miguel entró en la ciudad en señal de triunfo y fue coronado en la iglesia de Santa Sofía. Los derechos de Juan IV Láscaris fueron dejados de lado, y el joven fue cegado y encarcelado.
Alejo fue honrado por Miguel con una procesión triunfal por la ciudad, y se le permitió que su nombre se conmemorara en los servicios de la iglesia durante un año al lado del emperador y del patriarca.

## Últimos años y muerte
Después de esta hazaña que le valió fama y gloria, en 1262 Alejo fue nombrado nuevamente para dirigir un ejército contra Epiro. Pero esta vez, sin embargo, fue derrotado y capturado por Nicéforo I Comneno Ducas, que lo envió a Manfredo en Italia. Fue rescatado en 1265 a cambio de Constanza Augusta, la viuda de Juan III Ducas Vatatzés. Es mencionado por última vez en un documento de diciembre de 1270 en el cual hizo una donación al monasterio de Makrinitsa cerca de Volos, y murió en algún momento entre 1271 y 1275, probablemente en Constantinopla.